# Nordkinn
Nordkinn (także Kinnarodden, hist. Nordkyn) – najbardziej na północ wysunięty przylądek lądu kontynentu europejskiego, położony w norweskiej prowincji Finnmark, na półwyspie Nordkinnhalvøya. Najbliższa wioska rybacka Mehamn znajduje się ok. 30 km od tego przylądka. Przylądek Nordkinn (71°08'02"N 27°39'E) leży około 68 km na wschód od Przylądka Północnego, który wprawdzie rzeczywiście leży o 2'19" szerokości geograficznej (tj. ok. 4,3 km) bardziej na północ niż Nordkinn, ale znajduje się na wyspie Magerøya, a nie na kontynencie. Najbardziej na północ wysuniętym przylądkiem jest natomiast Knivskjellodden.
Nordkinn jest także znacznie trudniej dostępny dla turystów, mimo że leży na kontynencie, ale leży z dala jedynej drogi prowadzącej na półwysep Nordkinnhalvøya, praktycznie dostępny jest wyłącznie po dwudniowej wędrówce z Mehamn – początek trasy przy lotnisku; mapa dostępna w informacji turystycznej "Red Tree" zawiera proponowaną trasę wyznaczaną za pomocą systemu GPS. Na trasie nie ma szlaków, czy jakichkolwiek przepraw przez górskie potoki.